# آرتور هدلی (بازیکن فوتبال)
آرتور هدلی (انگلیسی: Arthur Hadley؛ ۵ مه ۱۸۷۶ – ۱۹۶۳ (۸۶−۸۷ سال)) بازیکن فوتبال اهل انگلستان بود.
از باشگاه‌هایی که در آن بازی کرده است می‌توان به باشگاه فوتبال ردینگ اشاره کرد.